# Ljubtscho Djakow
Ljubtscho Djakow (bulgarisch Любчо Дяков; * 17. Mai 1954 in Jambol) ist ein ehemaliger bulgarischer Sportschütze.

## Erfolge
Ljubtscho Djakow war dreimal Teilnehmer bei Olympischen Spielen. 1976 belegte er in Montreal mit der Freien Pistole den 18. Platz. Vier Jahre darauf erreichte er in Moskau in dieser Konkurrenz mit 565 Punkten gemeinsam mit zwei weiteren Schützen hinter Alexander Melentjew und Harald Vollmar den dritten Platz. Da Djakows letzte Serien besser waren als die seiner Konkurrenten wurde ihm die Bronzemedaille zugesprochen. Bei den Olympischen Spielen 1988 in Seoul schloss er die Konkurrenz mit der Freien Pistole auf dem 23. Platz ab. Zudem trat er erstmals mit der Luftpistole an und belegte mit dieser ebenfalls Rang 23. Zweimal war er bei Weltmeisterschaften erfolgreich: So sicherte er sich 1981 in Santo Domingo mit der Luftpistole in der Einzelkonkurrenz Silber, während er mit der Mannschaft den Weltmeistertitel gewann. In Budapest folgte 1987 in beiden Konkurrenzen der Gewinn der Bronzemedaille.